# Bjargtangar
Bjargtangar ( PRONÚNCIA) é um cabo do oeste da Islândia e o ponto mais ocidental do país. O seu farol  foi construído em 1913 numa área marítima cheia de correntes perigosas.  É o ponto mais ocidental da Europa fora dos Açores. Localiza-se no município de Barðastrandarsýsla.